# ژان کارل ورنی
ژان کارل ورنی (انگلیسی: Jean-Karl Vernay؛ زادهٔ ۳۱ اکتبر ۱۹۸۷) راننده خودروی مسابقه‌ای، و راننده مسابقه‌ای اهل فرانسه است.